# Tacoma Art Museum

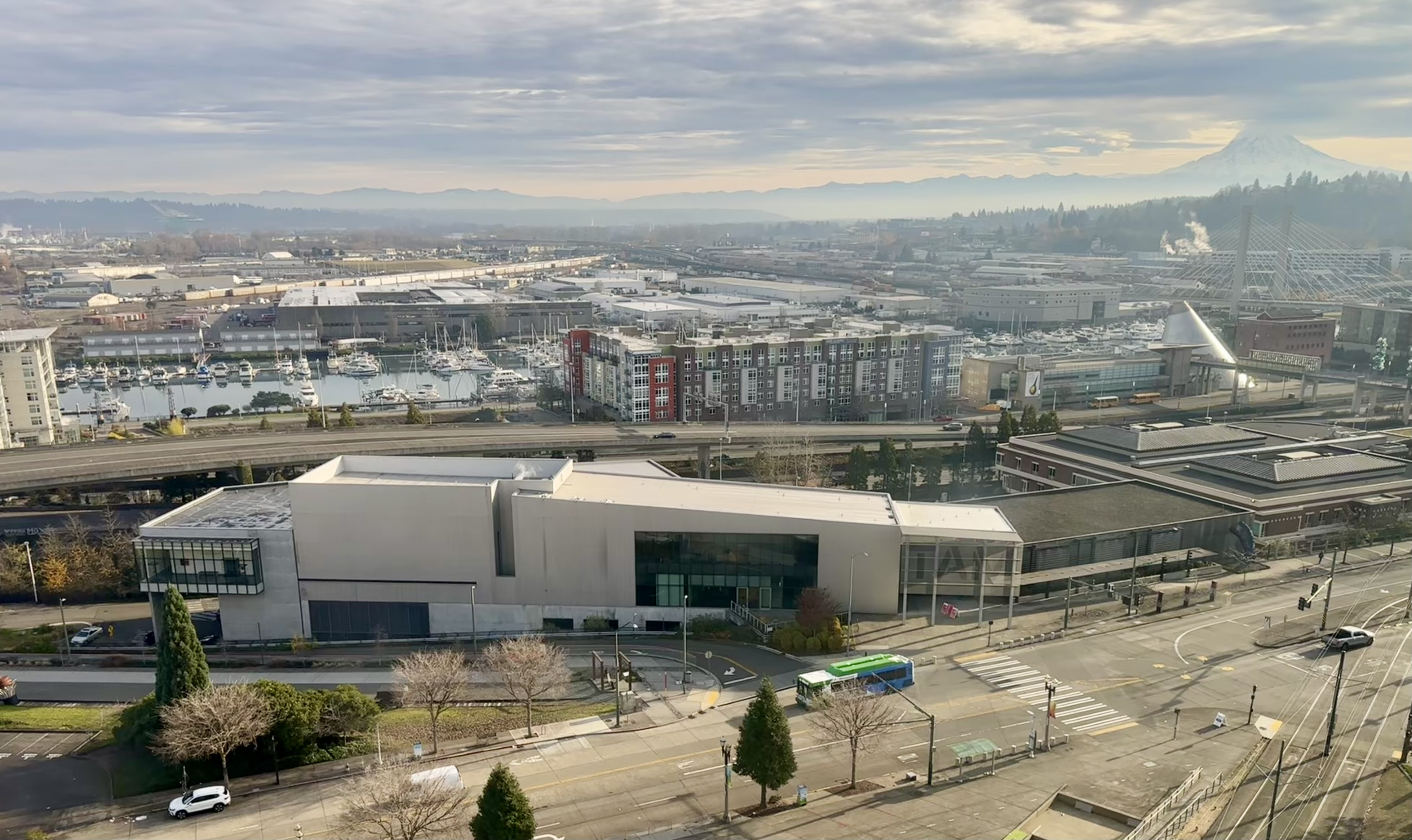
Tacoma Art Museum, Luftaufnahme

Das Tacoma Art Museum (TAM) ist ein Kunstmuseum in Tacoma, Washington, USA. Es konzentriert sich hauptsächlich auf Kunst und Künstler aus dem pazifischen Nordwesten und dem weiteren Westen der Vereinigten Staaten. Das Museum wurde 1935 gegründet und befindet sich im Zentrum des Universitäts- und Museumsbezirks in der Innenstadt von Tacoma.

## Geschichte
Das Tacoma Art Museum (TAM) wurde 1935 von einer Gruppe Freiwilliger gegründet. Seitdem hat es fünf verschiedene Ausstellungsorte genutzt und sich zu einem Modell für regionale Museen mittlerer Größe entwickelt. Im Mai 2003 zog das Museum an seinen jetzigen Standort in der 1701 Pacific Avenue um. Das von Antoine Predock entworfene Gebäude verdoppelte fast die Fläche des vorherigen Gebäudes und ermöglichte es dem Museum, einen größeren Teil seiner Sammlung zu präsentieren. Im November 2014 eröffnete das Museum die Haub Family Galleries, die eine bedeutende Sammlung westamerikanischer Kunst beherbergen. Der von Olson Kundig Architects entworfene Erweiterungsbau vergrößerte das Museum um rund 1500 Quadratmeter. Im Januar 2019 wurde der Benaroya-Flügel eröffnet, der eine großzügige Schenkung von Rebecca Benaroya mit mehr als 350 Kunstwerken umfasst.

## Architektur
Das heutige Gebäude des Tacoma Art Museum wurde von Antoine Predock entworfen und 2003 fertiggestellt. Die Architektur spiegelt die wechselnden Lichtverhältnisse des Nordwestens wider und integriert Elemente, die an die maritime und industrielle Geschichte Tacomas erinnern. Die Fassade besteht aus rostfreiem Stahl mit schattiertem Finish, wodurch sich das Erscheinungsbild des Gebäudes je nach Wetterlage verändert. Ein öffentlicher Platz bietet Zugang zum Museum und rahmt den Blick auf den Mount Rainier und den Puget Sound ein. Im Inneren führt ein Rampensystem die Besucher durch die verschiedenen Galerien. Natürliche Lichtquellen, die vom Museumspersonal gesteuert werden können, schaffen eine besondere Atmosphäre in den Ausstellungsräumen.

## Sammlung

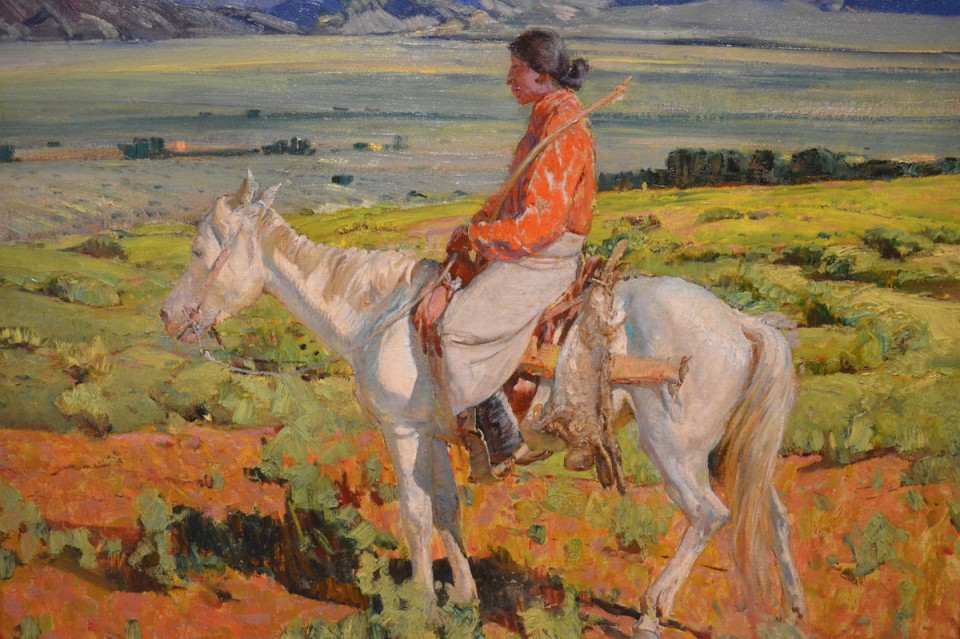
Kaninchenjagd in Taos von Oscar E. Berninghaus, 1935

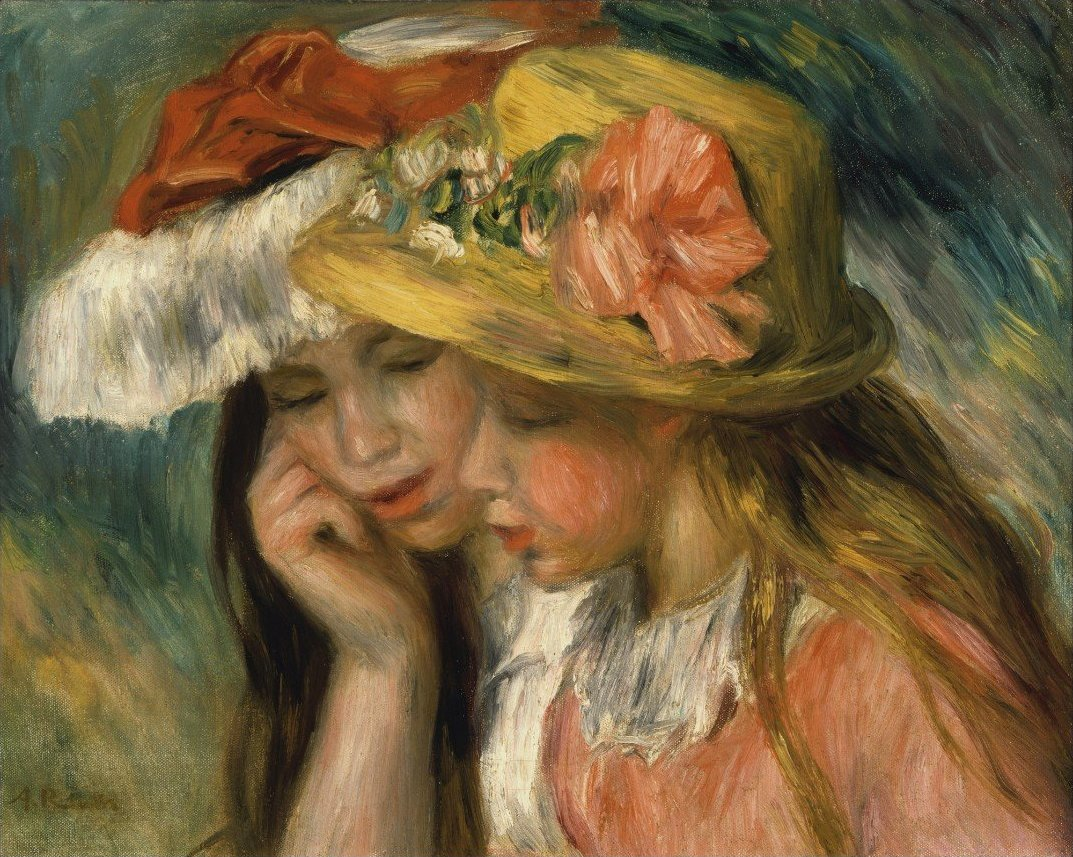
Die beiden Schwestern von Pierre-Auguste Renoir, 1890

Seit seiner Gründung im Jahr 1935 konzentriert sich das Tacoma Art Museum in seinen Ausstellungen und Sammlungen auf Kunst und Künstler aus dem Nordwesten. Mit der Schenkung der Haub Family Collection of Western American Art im Jahr 2012 konnte das Museum seinen Fokus auf die Kunst des gesamten amerikanischen Westens erweitern. Eines der wichtigsten strategischen Ziele des Museums ist es, die Sammlung von Kunst aus dem Nordwesten und Westen der USA aufzubauen und eine führende Rolle bei der Bewahrung und Erforschung der bildenden Künste dieser Region zu übernehmen. Die reichhaltige Sammlung des Museums umfasst derzeit über 5000 Kunstwerke, von denen etwa 3800 von Künstlern aus dem Nordwesten stammen oder einen Bezug zu dieser Region haben. Sie umfassen alle Medien und reichen vom Ende des 18. Jahrhunderts bis zur Gegenwart.